# Італійська мова
Італійська мова (італ. italiano прослухатиⓘ) — мова романської групи індоєвропейської сім'ї. Офіційна мова Італії, Ватикану (нарівні з латиною), Сан-Марино, Швейцарії (нарівні з німецькою, французькою і швейцарською ретороманською). Писемність мови створена на основі латинської абетки.

## Історія

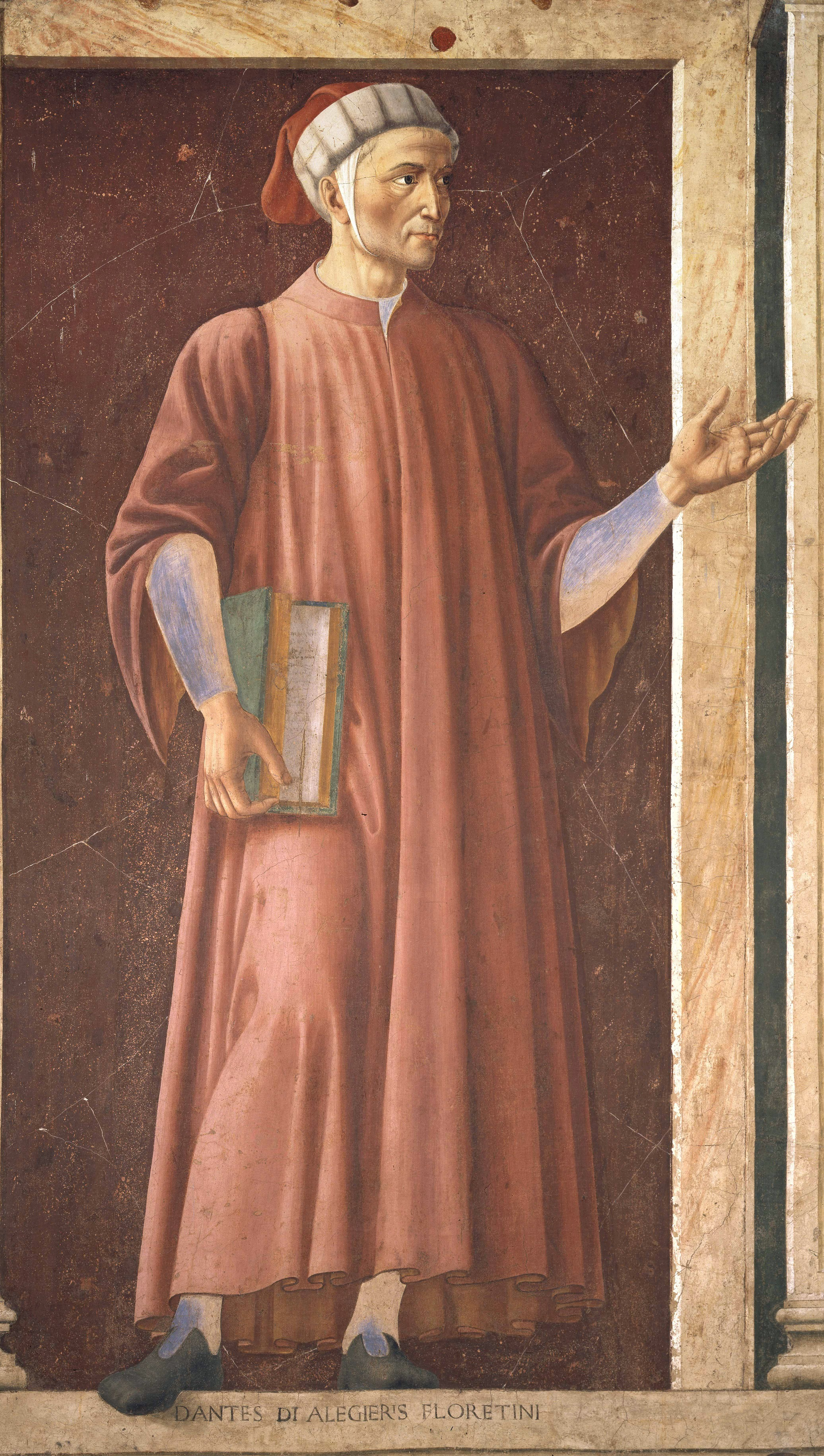
Творець літературної італійської мови Данте

Італійська походить безпосередньо від живої розмовної латинської мови. Особливість її походження у порівнянні з іншими романськими мовами полягає в тому, що вона виникла на території римської метрополії, де латина ще задовго до утворення Римської імперії поширилась по всьому Апеннінському півострові, витіснивши зрештою мови інших його мешканців.
В Італії довше, ніж у інших романських країнах, латинська мова слугувала мовою офіційних паперів. Цим можна пояснити факт, що існування італійської мови, яка сформувалася після розпаду Римської імперії, було задокументовано досить пізно. Перші тексти датують другою половиною 10 сторіччя (960–963 роки) і вони становлять фрази на одному з італійських діалектів, що були частиною юридичних показів, складених латинською мовою. Літературні пам'ятки з різних районів Італії з'являються лише у 12 сторіччі. У 13 ст. серед літературних творів, написаних місцевими діалектами, виділяється поезія Сицилійської школи. Поети цієї школи намагались зблизити деякі місцеві діалекти й на їхній основі створити літературну мову.
У 11–12 століттях швидко розвиваються міста на півночі Італії. До кінця 13 ст. серед інших міст виділяється Флоренція, яка стає культурним та економічним центром. Це було причиною посилення флорентійського діалекту, який на той час був найпоширенішим діалектом північної Італії. Посиленню ролі флорентійського діалекту як основи літературної мови сприяла творчість великого італійського поета Данте Аліґ'єрі (1265–1321). Славнозвісні послідовники Данте — Франческо Петрарка (1304–1374) і Джованні Боккаччо (1313–1375) утвердили авторитет флорентійського діалекту як основи літературної мови країни. Великими зусиллями граматистів, серед яких особлива роль належить П'єтро Бембо, на початку 16 ст. була уніфікована морфологічна система італійської мови, котра збереглась до наших часів.

Статус італійської мови у світі:
Офіційна мова
Мова щоденного спілкування
Італійські меншини

Важливим етапом в історії італійської мови було створення у Флоренції академії Круска, котра 1612 року опублікувала перший великий словник італійської мови.
Суспільний та економічний розвиток, розквіт літератури та мистецтва у 17 столітті викликає необхідність створення єдиної для всієї Італії літературної мови. Найвагоміший внесок у справу уніфікації та оновлення літературної італійської мови вніс Алессандро Мандзоні (1785–1873), який закликав до мовної єдності італійської нації та своєю творчістю підтвердив тосканський, флорентійський характер італійської мови.
У результаті перемоги у боротьбі за національну незалежність, котра завершилась об'єднанням всіх земель Італії, італійська літературна мова стала національною мовою.

## Класифікація
Італійська мова разом із двома італо-далматинськими мовами, сицилійською та вже мертвою далматинською, формує частину італо-західної групи романських мов, котрі є підгрупою італійських мов індоєвропейської мовної сім'ї.

## Лінгвістична характеристика
Будова італійської мови досить типова для романської мовної сім'ї. Від нових романських мов її відрізняє фонологічне збереження протиставлення по довготі приголосних. У лексиці, окрім базового латинського фонду, є багато пізніх, «книжних» запозичень.

### Італійська абетка
| Буква                                          | Вимова                        | Назва            |
| ---------------------------------------------- | ----------------------------- | ---------------- |
| A a                                            | [a] (а)                       | a                |
| B b                                            | [b] (б)                       | bi               |
| С с                                            | [k], [ʧ] (к, ч)               | ci               |
| D d                                            | [d] (д)                       | di               |
| E e                                            | [e], [ɛ] (е, и)               | e                |
| F f                                            | [f] (ф)                       | effe             |
| G g                                            | [g], [ʤ] (ґ, дж)              | gi               |
| H h                                            | не читають                    | acca             |
| I i                                            | [i], [j] (і, й, ь)            | i                |
| L l                                            | [l] (ль)                      | elle             |
| M m                                            | [m] (м)                       | emme             |
| N n                                            | [n] (н)                       | enne             |
| O o                                            | [o], [ɔ] (о)                  | o                |
| P p                                            | [p] (п)                       | pi               |
| Q q                                            | [k] у буквосполученні qu [kw] | cu               |
| R r                                            | [r] (р)                       | erre             |
| S s                                            | [s], [z] (с, з)               | esse             |
| T t                                            | [t] (т)                       | ti               |
| U u                                            | [u], [w] (у)                  | u                |
| V v                                            | [v] (в)                       | vi, vu           |
| Z z                                            | [ʦ], [ʣ] (ц, дз)              | zeta             |
| Для слів іншомовного походження використовують |                               |                  |
| J j                                            | [j] (й, дж)                   | джей             |
| K k                                            | [k] (к)                       | cappa            |
| X x                                            | [ks] (кс)                     | ics              |
| W w                                            | [v] ([w], в)                  | vu doppia        |
| Y y                                            | [i] (і, й)                    | ipsilon, i greca |

Італійська мова використовує латинську абетку із додатковими діакритиками (надрядковими).
Італійський алфавіт має 21 літеру: п'ять голосних (a, e, i, o, u) та 16 приголосних.
З 26 літер 5 є неактивними, тобто використовуються лише у словах іншомовного походження, іноземних прізвищах, назвах тощо.

### Основні правила читання букв та буквосполучень
1. a, b, f, m, o, p, r, u, v  вимовляють так само, як і українські а, б, ф, м, о, п, р, у, в;
  1. c перед е, і вимовляється як українське ч, у всіх інших випадках вимовляють як українське к: certo  [черто] — звісно, caro [каро] — дорогий, ceco [чеко] — сліпий;
  2. Подвійне с перед е, і вимовляється як чч, у всіх інших випадках як кк: il cappuccino [іль каппуччіно] — капучино, la mucca [ля мукка] — корова;
  3. Буквосполучення сі перед a, o, u у випадках -cia, -сіо, -ciu, буква і не читається та пишеться тільки для того, щоб буква с читалася як ч, а не як к (див. пункт 1): la pronuncia [ля пронунча] — вимова, il dentifricio [іль дентіфрічо] — зубна паста, l'acciuga [аччуґа] — анчоус;
  4. У буквосполученні ch перед e, i, [с] читають як українська к, а буква h пишеться тільки для того, щоб с не стояла перед е, і, бо у цьому випадку вона буде читатися як українська ч (див. пункт 1): che [ке] — що, lo specchio [льо спеккйо] — дзеркало;
2. d перед і не пом'якшується, як в українському слові діти, а вимовляється твердо, як у слові дим: la diga [ля диґа] — дамба, la digestione [ля диджестьйоне] — травлення;
3. …
  1. g перед е, і вимовляється як українське буквосполучення дж, як у слові джміль, у всіх інших випадках вимовляють як українське ґ: gentíle [джентіле] — в
  2. ввічливий la gallíя  [ла ґал — іна] ;курка
  3. Подвійне g перед е, і вимовляють як дждж, у всіх інших випадках як ґґ: leggo [леґґо] — я читаю, oggi [оджджі] — сьогодні;
  4. Буквосполучення gi перед a, o, u у випадках -gia, -gio, -giu буква і не читається і пишеться тільки для того, щоб буква g читалася як дж, а не як ґ (див. пункт 1): giá [джа] — вже, il giorno [іль джорно] — день, giù [джу] — вниз;
  5. У буквосполученні gh, g читають як українська ґ, а буква h пишеться тільки для того, щоб g не стояла перед е, і , бо у цьому випадку вона буде читатися як українське буквосполучення дж (див. пункт 1): il laghetto [іль лаґетто] — ставок, la ghirlanda [ля ґірлянда] — гірлянда;
  6. У буквосполученні gn буква g пишеться з метою пом'якшити наступну n, як в українському правописі пишуть ь для пом'якшення попередньої приголосної букви. Буквосполучення gn читають як нь: la pigna [ля піня] — шишка, il ragno [іль раньо] — павук;
  7. Буквосполучення gl завжди вживається із буквою i та пишеться з метою пом'якшити наступну l, вимовляється як ль: il coniglio [іль конільйо] — кролик, lo sbaglio [льо збальйо] — помилка;
4. Буква h не має свого звукового значення. Вона використовується лише у буквосполученнях ch, gh, sch та для розрізненнях омонімічних слів: о [о] чи ho [о] (я маю) — о з h читається однаково, але має зовсім інше значення
5. …
  1. sc перед е, і читається як пом'якшена українська буква ш+ь, у всіх інших випадках як ск: la sciarpa [ля шярпа] — шарф, il sciroppo [іль шіроппо] — сироп, la scala [ля скаля] — сходи, драбина, la scuola [ля скуоля] — школа;
6. …
  1. Буквосполучення іе читається як є, іє, ьє: ieri [єрі] — учора, la pietra [ля п'єтра] — камінь, niente [нєнте] — нічого, lo spiedo [льо сп'єдо] — шашлик, l'allievo [алльєво] — учень, il fieno [іль ф'єно] — сіно, la società [ля соч'єта] — громадськість, le copie [лє копіє] — копії;
  2. Буквосполучення іa читається як ія, ья або українська буква я: la mafia [ля мафія] — мафія, Nadia [надья] — Надія, la piaga [ля п'яґа] — пролежень, рана, la chiave [ля к'яве] ключ;
  3. Буквосполучення іo читається як іо, йо, ьо: l'accettazione [аччеттацьйоне] — реєстратура, il fiore [іль фйоре] — квітка, il binario [іль бінаріо] — колія, il ginocchio [іль джіноккйо] — коліно;
7. Буква s
  1. як українське с: sí [сі] — так, l'ossigeno [оссіджено] — кисень, il bosco [іль боско] — ліс;
  2. перед дзвінкими приголосними b, d, g, l, m, n, r, v та між голосними читається як українське з: lo sbaglio [льо збальйо] — помилка, la sveglia [ля звелья] — будильник, la casa [ля каза] — хата, il rosario [іль розаріо] вервичка;
8. q вживається лише у буквосполученні qu та читається як к: il quadro [іль куадро] — картина, quatro [куатро] — чотири.

### Діалекти
Посеред усіх мов романської групи італійська мова виділяється своєю діалектичною роздрібненістю. Численні діалекти італійської мови можна розділити на три групи: північні, центральні та південні.
Північні:
- галло-італійські діалекти
  - ломбардський
    - західно-ломбардський
    - східно-ломбардський

  - п'ємонтський
  - лігурійський
    - генуезький
    - монегаський
    - емільяно-романьйольський
- венеційська група діалектів

Центральні:
- тосканський
- умбрійський
- діалект Північного Лаціо
- діалект області Марке

Південні:
- неаполітанський
- абруцський
- калабрійський
- апулійський
- група сицилійських діалектів

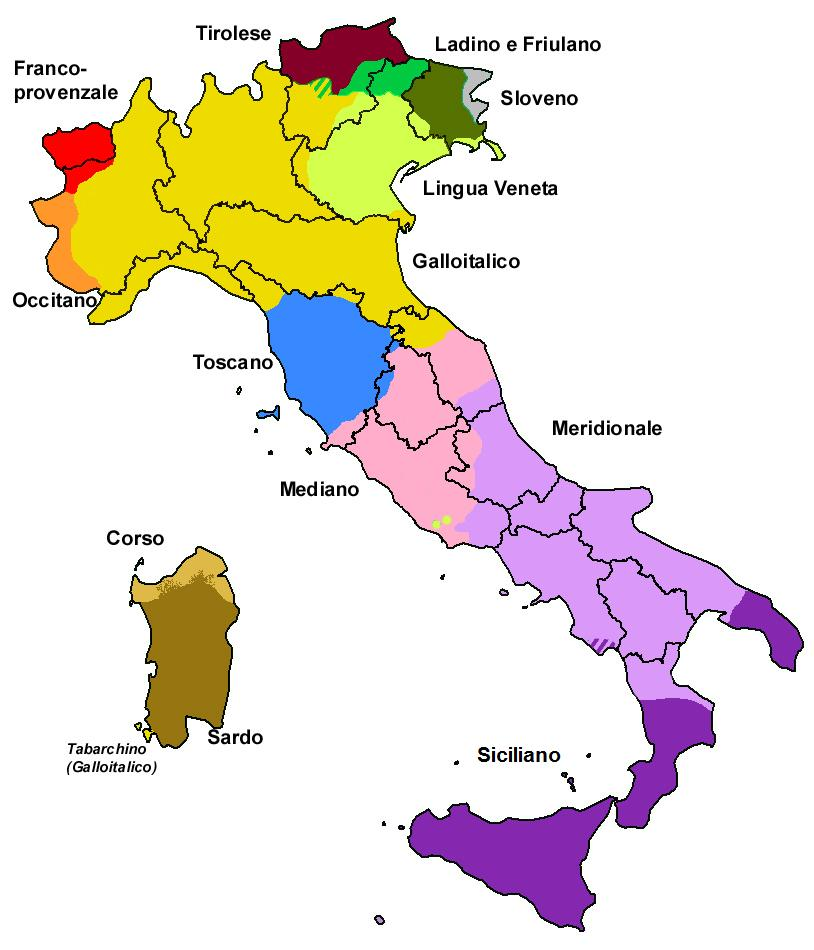
Діалектична географія італійської мови

Таке різноманіття діалектів, частина з яких має свою окрему літературу, можна пояснити розмаїтістю населення древньої Італії, умовами романізації Апеннінського півострова та столітньою політичною роздрібненістю країни.

## Приклад
«Заповіт» Шевченка італійською мовою (переклад Євгена Крацевича)
| IL TESTAMENTO Se io muoio, mi interrin Sull'alta collina Fra la steppa della mia Bella Ucraina. Che si vedano i campi, Il Dniepr con le rive, Che si oda il muggito Del fiume stizzito. Quando porterà il fiume Al mare azzurro Il sangue nero, nemico, Il sangue impuro, Lascerò allor la tomba Ed andrò a Dio Per pregare… Prima di ciò Non conosco Dio. Sepoltomi, insorgete, Le caten rompete, Che il sangue dei nemici Spruzzi la libertà. Nella vostra gran famiglia Nuova, liberata Vorrei esser ricordato Con parola grata. |

(Джерело: Т. Г. Шевченко, Заповіт мовами народів світу, К., «Наукова думка», 1989)